# Basahíd
Basahíd (szerbül Башаид / Bašaid) település Szerbiában, a Vajdaságban, az Észak-bánsági körzetben, Nagykikinda községben. Közigazgatásilag a faluhoz tartozik még egy kis településrész, Bikács is.

## Fekvése
A Nagybecskereket Nagykikindával összekötő főútvonalon fekszik, Törökbecse, Torontáltorda és Töröktopolya közt.

## Története

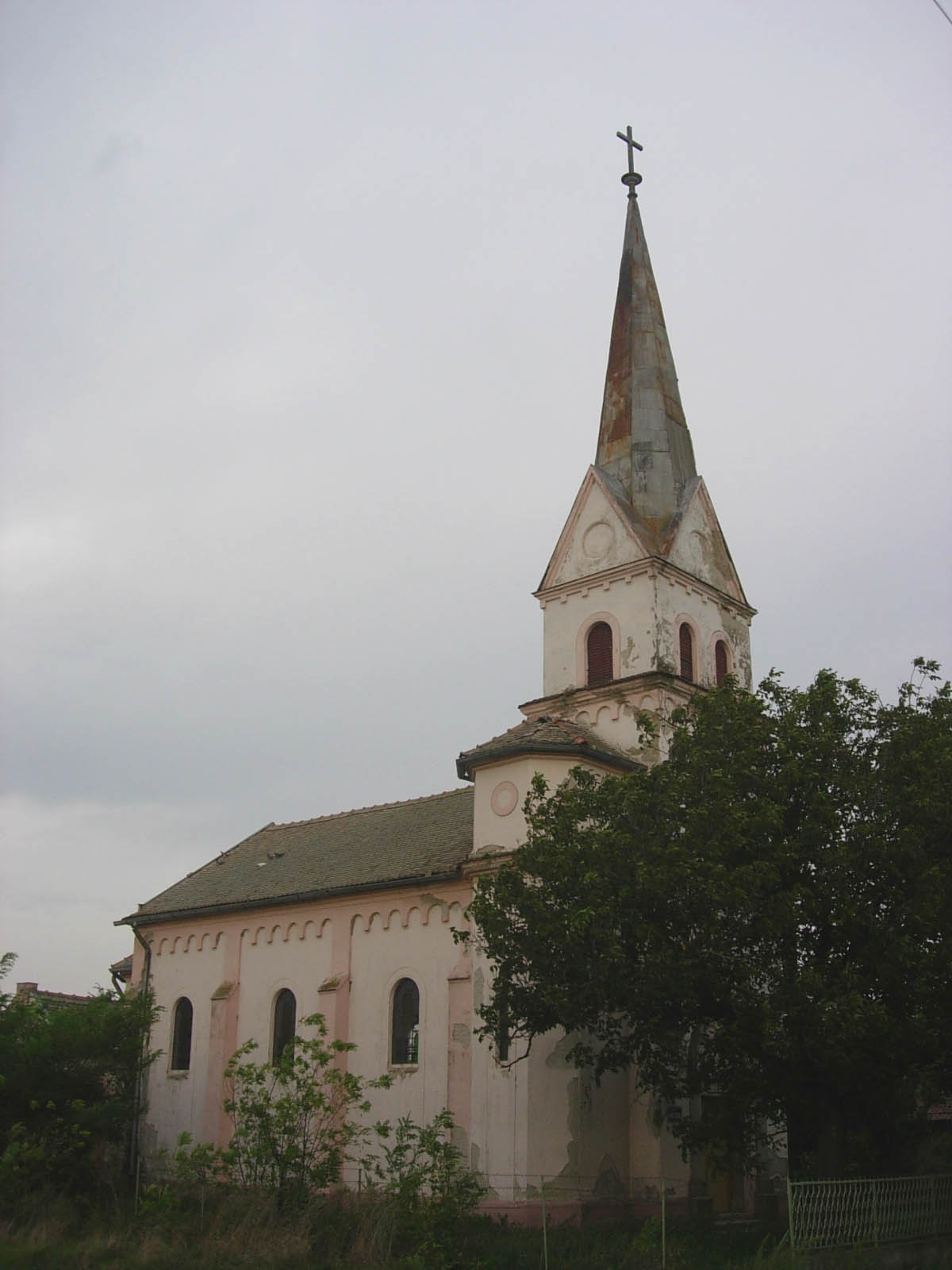
A bikácsi római katolikus templom

Basahíd nevét 1331-ben említette először oklevél a titeli káptalan egyik oklevelében, ekkor már mint vásáros helyet. 1422-ben Bassalhida, 1440-ben Basahida néven írták.
1332-1337-ben már egyháza is volt, a pápai tizedjegyzék szerint, ahol ekkor neve Bosorhida néven fordult elő. 1422-ben Brankovics György, rác despota birtoka volt, majd 1440-ben Óbecse várának tartozékai között szerepelt, majd 1441. körül Brankovics György Birini Pálnak ajándékozta. 1561-ben végzett összeírásban Csanád vármegyéhez tartozott és Kányaföldi Kerecsényi Lászlónak voltak itt jobbágytelkei. Az 1564. évi adólajstrom szerint a Telegdyek birtoka volt, rác lakossággal. Basahíd a  16. század végén elpusztult, a Mercy-féle térképen is Bassin-Kollát néven volt jelezve, néptelen faluként, majd Lovrinból származó szerbek telepedtek a régi falu szomszédságába, és alapították meg Kiskikinda települést.
1751-1754-ben újabb szerb települők érkeztek ide, 1777-ben azonban a kincstár Kiskikinda lakosait Basahíd-pusztára költöztette át, ahol 1778-ban már 111 ház állt, 1774-ben a nagykikindai kerület szervezésekor Kiskikindát is ide osztották be, majd 1817. augusztus 1-jén, a kerülethez tartozó többi községekkel együtt kiváltságlevelet nyert. 1876-ban  pedig Torontál vármegyéhez csatolták. 1849. április 24-én Perczel Mór honvédtábornok, 9000 emberrel és 27 ágyúval, fényes győzelmet aratott itt a szerb felkelőkön, és az itt folyt harcok nyomán ekkor a falu is leégett és elpusztultak az egyházi és községi iratok is. Az elesettek emlékére a lakosság egy keresztet állított. 1893 áprilisában az itt pusztító nagy tűzvészben 48 lakóház és számos melléképület égett le. 1873-ban pusztító nagy kolerajárványban kétszázan, 1893-ban nyolcvanan estek a járvány áldozatául.
A település a trianoni békeszerződés előtt Torontál vármegye Nagykikindai járásához tartozott.

## Népesség

### Demográfiai változások
| 1948 | 1953 | 1961 | 1971 | 1981 | 1991 | 2002 | 2011           |
| ---- | ---- | ---- | ---- | ---- | ---- | ---- | -------------- |
| 4956 | 4830 | 4788 | 4303 | 3864 | 3741 | 3503 | 3123 fő (2011) |